# デヤン・ヨヴェリッチ
デヤン・ヨヴェリッチ（セルビア語: Дејан Јовељић, Dejan Joveljić、1999年8月7日 - ）は、セルビアのサッカー選手。ポジションはFW。

## クラブ歴
ボスニア・ヘルツェゴビナ・スルプスカ共和国ビイェリナに生まれ、地元のスロガ・ユナイテッドの下部組織からレッドスター・ベオグラードの下部組織に移籍した。以降はレッドスター・ベオグラードの下部組織で過ごし、2016年3月16日にプロ契約を締結。2016年にミオドラグ・ボージョヴィッチ監督のトップチームに昇格するが、8月に伝染性単核球症と診断された。この頃はガーディアン紙に60人の若手選手に選ばれていた。2017年始めに復帰したが体重が落ちていたのもありユースでシーズンの残りを過ごし、結局2016-17シーズンにプロ初出場を飾る事は出来なかった。また2017年のゴールデンボーイ賞にノミネートされた。
2017-18シーズンのプレシーズンは常にトップチームに帯同した。ユースではスターティングメンバー、トップチームではリッチモンド・ボアキエ、アレクサンダル・ペシッチに次ぐ3番手の立ち位置となった。9月19日に契約を2021年まで延長。10月22日のFKムラドスト・ルチャニ戦でベンチ入り、12月10日のFKボラツ・チャチャク戦でアレクサンダル・ペシッチに代わって出場しプロ初出場。2018年5月5日に初スタメンとなり、2得点をあげてFKスパルタク・スボティツァから5-0の勝利をあげるのに貢献した。5月19日のFKヴォジュドヴァツ戦でも得点をあげて、プロデビューしたこのシーズンは4試合3得点の結果を残した。
2018年夏にユースを卒業。UEFAチャンピオンズリーグ 2018-19 予選のメンバーにも入った。1次予選では出場しなかったが、セルビア・スーペルリーガでは第1戦からフル出場した。
2019年6月15日、アイントラハト・フランクフルトと2024年までの契約を締結したことが発表された。
2020年1月31日、シーズン終了までの期限付きでRSCアンデルレヒトに移籍することが決定した。買い取りオプションはなし。
2021年8月5日、ロサンゼルス・ギャラクシーと4年契約を締結した。2024シーズンのMLS優勝に貢献したが、サラリーキャップの問題で同シーズン限りで退団した。

## 代表歴
年代別代表ではセルビア代表としてU-16からの各年代に選出されている。U-18代表では2015年12月15日に初出場。2016年は病気のために代表からも外れたが、2017年4月20日のウズベキスタンU-18代表戦では得点し復活を証明した。U-18代表では合計6試合6得点。2017年8月にはステヴァン・ヴィロティッチ杯に臨むU-19代表に招集された。イスラエルU-19代表戦で2得点をあげ、同大会の最優秀選手に選出された。2017年12月にはU-21代表にも選出された。17日のカタールU-23代表戦で初出場。2018年3月にはU-19代表で出場したが、UEFA U-19欧州選手権2018の出場権獲得とはならなかった。
2021年6月7日、ジャマイカ代表との親善試合でA代表デビュー。

## プレースタイル
主にセンターフォワードであるが、ウィンガーとしてもプレー出来る。マウロ・イカルディやルカ・ヨヴィッチと比較される。両足ともに使う事が出来、180cmの身長からのヘディングも得意である。